# Татеяма (посёлок)
Татея́ма (яп. 立山町 Татеяма-мати) — посёлок в составе уезда Наканиикава префектуры Тояма, Япония.
Площадь посёлка составляет 307,31 км², население — 26 659 человек (1 июля 2014), плотность населения — 86,75 чел./км².
В посёлке имеется единственная в Японии троллейбусная линия, которая при этом проходит под землёй.